# Brabham BT53
Der Brabham BT53 ist ein Formel-1-Rennwagen des Teams Brabham Racing Organisation, der in der Saison 1984 eingesetzt wurde. Nelson Piquet, Teo Fabi, Corrado Fabi und Manfred Winkelhock fuhren den von Gordon Murray entwickelten Wagen. Nelson Piquet gewann mit dem Brabham BT53 zwei Rennen.

## Technik
Von seinem Vorgänger wurde für den BT53 die Pfeilform des Wagens übernommen. Die Seitenkästen wurden etwas nach vorne gezogen und eckiger. Für schnelle Reifenwechsel wurde ein bordeigenes Vierpunkt-Wagenhebersystem eingebaut sowie mit  Kohlenstofffasern verstärkte Bremsscheiben für kürzere Bremswege und ein Sechsganggetriebe von Hewland. Der Motor wog 175 Kilogramm und hatte vier Zylinder in Reihe mit einem Hubraum von 1499 cm³. Bei einem Ladedruck von 3,2 bar im Rennen leistete der BMW-Motor 626 kW, was 850 PS entsprach.

## Sponsoren und Lackierung
Die Lackierung des Autos war dunkelblau und weiß wie beim Brabham BT52 aus dem Vorjahr. Teamchef Bernie Ecclestone hatte mit Parmalat und Fila auch für die Saison 1984 Verträge abgeschlossen. Mit Michelin, Santal und Castrol blieben auch diese Partner erhalten.

## Die Saison 1984
Zu viele Motor- und Laderschäden machten die Titelverteidigung für Nelson Piquet unmöglich. Zwar fuhr er vier Mal unter die ersten drei und gewann in Kanada und den GP in Detroit, fiel aber sonst, außer einem zweiten, dritten und sechsten Platz, immer aus. Teamkollege Teo Fabi sicherte dem Brabham-Team neun Punkte, während Corrado Fabi und Manfred Winkelhock leer ausgingen. Am Ende der Saison belegte das Brabham-Team den vierten Platz in der Konstrukteurs-WM mit 38 Punkten.

## Ergebnisse
| Jahr | Team    | Motor                 | Fahrer             | 1   | 2   | 3   | 4   | 5   | 6   | 7   | 8 | 9   | 10  | 11  | 12 | 13  | 14  | 15  | 16 | Punkte | Rang |
| ---- | ------- | --------------------- | ------------------ | --- | --- | --- | --- | --- | --- | --- | - | --- | --- | --- | -- | --- | --- | --- | -- | ------ | ---- |
| 1984 | Brabham | BMW M12/13 Turbomotor |                    |     |     |     |     |     |     |     |   |     |     |     |    |     |     |     |    | 38     | 4.   |
| 1984 | Brabham | BMW M12/13 Turbomotor | Nelson Piquet      | DNF | DNF | 9   | DNF | DNF | DNF | 1   | 1 | DNF | 7   | DNF | 2  | DNF | DNF | 3   | 6  | 38     | 4.   |
| 1984 | Brabham | BMW M12/13 Turbomotor | Teo Fabi           | DNF | DNF | DNF | DNF | 9   |     |     | 3 |     | DNF | DNF | 4  | 5   | DNF | DNF |    | 38     | 4.   |
| 1984 | Brabham | BMW M12/13 Turbomotor | Corrado Fabi       |     |     |     |     |     | DNF | DNF |   | 7   |     |     |    |     |     |     |    | 38     | 4.   |
| 1984 | Brabham | BMW M12/13 Turbomotor | Manfred Winkelhock |     |     |     |     |     |     |     |   |     |     |     |    |     |     |     | 10 | 38     | 4.   |

| Legende  | Legende            | Legende                                                          |
| Farbe    | Abkürzung          | Bedeutung                                                        |
| -------- | ------------------ | ---------------------------------------------------------------- |
| Gold     | –                  | Sieg                                                             |
| Silber   | –                  | 2. Platz                                                         |
| Bronze   | –                  | 3. Platz                                                         |
| Grün     | –                  | Platzierung in den Punkten                                       |
| Blau     | –                  | Klassifiziert außerhalb der Punkteränge                          |
| Violett  | DNF                | Rennen nicht beendet (did not finish)                            |
| Violett  | NC                 | nicht klassifiziert (not classified)                             |
| Rot      | DNQ                | nicht qualifiziert (did not qualify)                             |
| Rot      | DNPQ               | in Vorqualifikation gescheitert (did not pre-qualify)            |
| Schwarz  | DSQ                | disqualifiziert (disqualified)                                   |
| Weiß     | DNS                | nicht am Start (did not start)                                   |
| Weiß     | WD                 | zurückgezogen (withdrawn)                                        |
| Hellblau | PO                 | nur am Training teilgenommen (practiced only)                    |
| Hellblau | TD                 | Freitags-Testfahrer (test driver)                                |
| ohne     | DNP                | nicht am Training teilgenommen (did not practice)                |
| ohne     | INJ                | verletzt oder krank (injured)                                    |
| ohne     | EX                 | ausgeschlossen (excluded)                                        |
| ohne     | DNA                | nicht erschienen (did not arrive)                                |
| ohne     | C                  | Rennen abgesagt (cancelled)                                      |
| ohne     | keine WM-Teilnahme |                                                                  |
| sonstige | P/fett             | Pole-Position                                                    |
| sonstige | 1/2/3/4/5/6/7/8    | Punktplatzierung im Sprint-/Qualifikationsrennen                 |
| sonstige | SR/kursiv          | Schnellste Rennrunde                                             |
| sonstige | *                  | nicht im Ziel, aufgrund der zurückgelegten Distanz aber gewertet |
| sonstige | ()                 | Streichresultate                                                 |
| sonstige | unterstrichen      | Führender in der Gesamtwertung                                   |